# Prinia flavicans
Prinia flavicans là một loài chim trong họ Cisticolidae.